# Fredy López
Alfredo López Salegio –conocido como Fredy López– (24 de mayo de 1992) es un deportista salvadoreño que compitió en judo. Ganó tres medallas en el Campeonato Panamericano de Judo entre los años 2010 y 2012.

## Palmarés internacional
| Campeonato Panamericano | Campeonato Panamericano    | Campeonato Panamericano | Campeonato Panamericano |
| Año                     | Lugar                      | Medalla                 | Categoría               |
| ----------------------- | -------------------------- | ----------------------- | ----------------------- |
| 2010                    | San Salvador (El Salvador) | Medalla de oro          | –55 kg                  |
| 2011                    | Guadalajara (México)       | Medalla de oro          | –55 kg                  |
| 2012                    | Montreal (Canadá)          | Medalla de bronce       | –55 kg                  |